# Bunawan
Bunawan (Bayan ng Bunawan) är en kommun i Filippinerna. Kommunen ligger på ön Mindanao, och tillhör provinsen Agusan del Sur. Folkmängden uppgår till 45 151 invånare år 2015.
Bunawan är indelat i 10 barangayer.